# Nieuport 17
Le Nieuport 17 était un avion de chasse biplan français de la Première Guerre mondiale. Il fut développé par Gustave Delage (société Nieuport) et mis en service en mars 1916.

## Historique

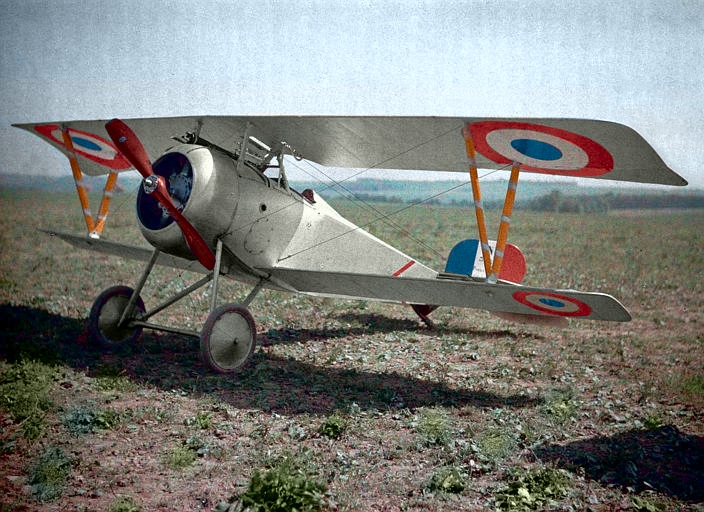
Autochrome couleur d'un chasseur Nieuport 17 dans l'Aisne, en 1917.

Le Nieuport 17 était dérivé du Nieuport 11, équipé d'un moteur plus puissant, d'ailes plus grandes et d'une structure plus soignée. Les premiers appareils furent dotés d'un moteur de 110 ch (82 kW), plus tard d'un moteur de 130 ch (97 kW).
L'avion était très maniable, avait une bonne vitesse ascensionnelle, mais ses ailes inférieures avaient tendance à se briser en piqué prolongé, malgré leur renforcement.
Il apparut sur le front en mars 1916, et en compagnie du « Bébé » Nieuport (qu'il remplaça bientôt sur les chaînes de production), il participa à la fin du « fléau Fokker ».
Charles Nungesser peignit son insigne personnel pour la première fois sur ce type d'avion.
Il fut aussi adopté par la plupart des armées de l'Entente, et fut utilisé par plusieurs as, dont le Canadien Billy Bishop, qui reçut la Victoria Cross alors qu’il pilotait un Nieuport 17.
Environ quatre mille exemplaires furent construits de mars 1916 à octobre 1917.
Les Allemands, impressionnés par les performances du chasseur français, en réalisèrent une copie très fidèle : le Siemens-Schuckert D.I (en), construit à 94 exemplaires.

## Liste des as volant sur Nieuport 17
- Albert Ball
- Billy Bishop
- Georges Guynemer
- Charles Nungesser
- René Dorme
- Alfred Heurtaux
- Jean des Vallières (avec le no 1834)
- Edmond Thieffry
- Pierre Violet-Marty
- Eugène Bullard

## Performances
- Le 7 août 1919, Charles Godefroy passe sous la voûte de l'Arc de triomphe avec un Nieuport 17 à dix mètres de hauteur, à une vitesse de 140 km/h[2].